# 悪態祭
悪態祭（あくたいまつり）は、行事において参詣人が互いに悪口を喚く場面がある祭事である。

## 概要
祭りにおいて悪口を言うのは参詣人同士の悪口の言い合いに勝てば、勝った方にご利益があるとの事に基づいている。悪口祭、悪たれ祭、喧嘩祭などの名称も見られる。開催時期は年頭が多く、年占も兼ねている。かつては全国に存在していたが、今は少なくなっている。

## 悪態祭の例として紹介されている祭り
- 茨城県笠間市の愛宕山飯綱神社の悪態祭り[1][3]
- 栃木県足利市の大岩毘沙門天の悪口（あくたい）まつり[1][4]
- 愛知県設楽町の津具花祭 (霜月神楽) （国重要無形民俗文化財） - 悪態祭りとも呼ばれ、悪口が許される[1][5]
- 京都市八坂神社の白朮祭[1][6]
- 島根県安来市の清水寺の「清水の喧嘩祭」[1]
- 長野県下伊那郡の遠山の霜月祭[1]
- 岩手県平泉町の毛越寺の延年[1]
- 和歌山県有田郡の笛踊[2]
- 船と陸で罵り合った大阪の野崎詣[6]
- 岩手県水沢市の裸祭[7]